# بیرون در تاریکی
بیرون در تاریکی (به عبری: עלטה) فیلمی اسرائیلی به کارگردانی میخائیل مایر است که نخستین بار در سپتامبر ۲۰۱۲ در جشنواره بین‌المللی فیلم تورنتو به نمایش درآمد.

## خلاصه داستان
داستان فیلم دربارهٔ رابطه عاشقانه دو جوان همجنس‌گرای اسرائیلی و فلسطینی، «روی» و «نیمر» است. نیمر شبی وارد پارتی دوستش مصطفی که او هم به‌طور مخفیانه وارد تل آویو شده، می‌شود و در آنجا روی که ساکن تل‌آویو و وکیل است را می‌بیند و آن دو دوست هم شده و روی کارت وکالتش را به او می‌دهد تا باز هم یکدیگر را ملاقات کنند. نیمر دانشجوی روان‌شناسی و ساکن رام‌الله است که برای ادامه تحصیل می‌خواهد مجوز ورود به تل‌آویو را بگیرد. برادرش که از افراد سیاسی کشور محسوب شده و مخفیانه مهمات و اسلحه هایی در خانه‌شان پنهان نموده، سخت مخالف است که برادرش به آنجا برود و مانعش می‌شود. نیمر در گذر زمان به طور مخفیانه به تل آویو می‌رود و رابطه ای عاشقانه با روی را شروع می‌کند و وابسته هم می‌شوند.روزی خبر می‌رسد که مصطفی دوست نیمر توسط نیروهای آنجا به قتل رسیده و نیمر سرخورده و ناامید به خانه‌ی روی پناه می آورد و رابطه آن‌ها به دلیل شرایط سیاسی حاکم دچار مشکل‌هایی می‌شود. بعد از مدتی خبر می‌رسد که نیمر باید کشور را ترک کند وگرنه او کشته خواهد شدو...

## بازیگران
| بازیگر        | نقش        | توضیحات                      |
| ------------- | ---------- | ---------------------------- |
| نیکولاس یاکوب | نیمر مشروی | دانشجوی روانشناسی و دوست روی |
| میخائیل آلونی | روی شفر    | وکیل، دوست نیمر              |
| جیمیل خوری    | نبیل مشروی | برادر نیمر                   |
| مایسا دا      | عبیر مشروی | خواهر نیمر                   |
| موریس کوهن    | شباک١      | مأموران امنیتی اسرائیل       |
| آلن اولرتیک   | ایتن شفر   | پدر روی                      |
| چلی گلدنبرگ   | رینا شفر   | مادر روی                     |
| لویی نوفی     | مصطفی      | دوست نیمر                    |
| خالا هاگ      | هیام مشروی | مادر نیمر                    |
| سیمون میمران  | دنیل       | مدافع حقوق بشر               |
| آلن دات       | جیل        | ماموران امنیتی اسرائیل       |